# 元气骑士
《元气骑士》是一款由凉屋游戏开发的Roguelike像素射击弹幕游戏，于2017年4月18日发行，移动端支持Android和iOS平台。任天堂Switch版于2019年9月19日发行。背景設定在外星人夺走维持世界平衡之魔法石的世界，玩家将扮演多种角色，与地牢中的怪物战斗夺回魔法石。续作是元气骑士前传。

## 玩法
玩家需要控制玩家选中的游戏角色，可在大厅中查看战斗记录并作战斗准备，在战斗中利用武器、角色技能和天赋（被动技能）与敌人战斗并躲避攻击，并最终夺回魔法石。
在特殊模式，“试炼之地”模式中玩家需要控制角色与首领(或称BOSS)对战。此外，纯粹试炼之地模式需要玩家不携带任何武器战斗。

## 地图
游戏内总共分为三个大关卡（或称BOSS關卡），四个小关卡，共15关。场景地图共有17种，根据场景的不同刷新出的怪物也不同，每个关卡的镇守BOSS也不同。场景的刷新是完全随机的。同时，场景内分布有各类陷阱箱子，被箱子的子彈击中将产生不同的负面效果，遊戲過程中還有事房間與寶箱房間，而寶箱房間會有含武器的寶箱，或者商店。此外还有客厅、地窖、花园等基础场景，统称为“骑士之家”。

## 音乐
《元气骑士》的部分音乐由Elecrystal Sound Team制作。

## 争议
2022年11月3日，国家网信办集中查处一批侵犯个人信息合法权益的违法违规App，其中元气骑士因“强制索要非必要权限”，在中国大陆范围内，予以从应用商店下架整改，但仍可通过官网下载安装包。2023年5月16日，元气骑士重新上架中国大陆应用商店。

## 外部連結
- 官网 （页面存档备份，存于）（简体中文）